# 532G
532Gは、三洋電機（現 京セラ SANYOブランド）製の日本移動通信（IDO、現au）の第二世代携帯電話(PDC)端末である。

## 概要
ショートメッセージサービスの「プチメール」および「プチメールα」に対応し、CdmaOne端末の「Cメール」ともメールの送受信が可能である。
数字キーを押す事で、最大500件登録可能な電話帳に登録したアドレスの一発検索が可能な時短検索を搭載。
画面上では犬のキャラクター「でたろう」が様々なシチュエーション・機能で登場する。
また、緑とオレンジのバックライト色の変更が可能。
また、発着信履歴をランキング表示するという独特な機能を搭載している。
同時期にDDIセルラーより同一デザインの姉妹機D301SAが発売されている。

## 歴史
- 1999年2月16日　電気通信端末機器審査協会による技術基準適合認定の設計認証（設計認証番号P99-7013-0）
- 1999年4月　　  発売
- 2003年3月31日　PDCサービス終了により使用はこの日限りとなる。